# Defensa (dret)
La defensa és el dret que té tota persona, contra la qual s'exercita una acció, de repel·lir aquesta, demostrant la seva falta de fonaments. Considerant aquest dret en la seva actuació, comprèn tot el que s'al·lega per un demandat per sostenir el seu dret (o provar que no existeix en l'actor) o la seva innocència. Té una estreta relació amb conceptes jurídics com el de l'habeas corpus o la legítima defensa. És un dret exercitat generalment per mitjà dels advocats.
L'objecte de la defensa és igualar les parts, en condicions jurídiques dins del procés i atorgar al demandat o acusat la possibilitat d'esgrimir els fets i arguments en contra del que exigeix la seva contrapart.

## Defensa civil
En una contesa civil, el demandat o els seus advocats contesten a les accions exigides pel demandant, també anomenat actor, mitjançant la interposició d'un escrit de contestació de demanda, en el qual es pot fer ús de les següents possibilitats, sia separadament o conjuntament:
- Interposant exempcions establertes en llei que impedeixin les accions del demandant.
- Interposant accions diferents que creen una espècie de compensació. Això és el que s'anomena reconvenció.
- Negant el fonament de les accions de l'actor.

La defensa es continua a través de les subseqüents etapes processals que corresponguin a través de la interposició d'escrits o realitzant els actes que portin a finalitzar el procés i aconseguir una sentència favorable; en cas contrari, la defensa seguirà pels mitjans d'impugnació o recursos corresponents establerts en cada legislació.